# قطعنامه ۱۶۹۴ شورای امنیت
قطعنامه  ۱۶۹۴ شورای امنیت سازمان ملل متحد که در تاریخ ۱۳ جولای ۲۰۰۶ تصویب شد، سندی بین‌المللی دربارهٔ بررسی وضعیت در لیبریا است. این قطعنامه طی نشست ۵۴۸۷ام با ۱۵ رای موافق، ۰ مخالف و ۰ ممتنع تصویب شد.